# Louis Pécour
Louis Pécour, pseudonimo di Guillaume Louis Pécour, oppure Louis Pécourt (Parigi, 10 agosto 1653 – Parigi, 12 aprile 1729), è stato un danzatore e coreografo francese.

## Biografia
Formatosi sotto la guida di Pierre Beauchamp, Pécour debuttò nel 1671 nel balletto Psyché di Molière e Jean-Baptiste Lully. Succedendo al suo maestro, fu nominato compositore dei balletti della Royal Academy of Music nel 1687 e diresse molti balletti per l'Opéra national de Paris, la corte e il collegio gesuita Louis-le-Grand.
Danzò in molti balletti di Lulli-Beauchamp e realizzò molte danze in onore di Luigi XIV di Francia, dalle entrée ai balletti.
Viene considerato il sostenitore delle teorie artistiche del Beauchamp, idee poi fatte proprie dal Feuillet per il suo saggio riguardante la danza e la coreografia.
Pécour si caratterizzò per la grazia e l'eleganza del suo stile nella danza.
Pécour si ritirò dal palcoscenico nel 1718, concludendo la carriera nel balletto Il Giudizio di Paride.
Fu anche un ottimo insegnante, e tra i suoi allievi si possono menzionare la duchessa di Borgogna e i ballerini Blondi e Balon.

## Opere
- Michel Gaudrau, Louis Pécour, Nouveau recüeil de dances de bal et celles de ballets, contenant un très grand nombres des meillieures entrées de ballet, de la composition de M. Pécour, tant pour hommes que pour femmes qui ont été dansées à l'Opéra... recüeilles et mises au jour par M. Gaudrau, Parigi, M. Gaudrau, 1711.